# Roger Latu
Roger Latu, né le 13 mai 1902 à Saint-Quentin et mort le 7 décembre 1976 à Boulogne-Billancourt, est un journaliste français qui fut directeur du journal quotidien La Croix et président du Syndicat des journalistes français.

## Biographie
Embauché au quotidien La Croix, il participe à la création d'un service d'écoute, pour capter les nouvelles extérieures, dont il est avec Jean Mondange, fondateur de la Jeunesse ouvrière chrétienne, l'un des principaux responsables, la rubrique économique et sociale, puis prend en charge La Croix du dimanche et enfin la direction du journal.  
Sous l'Occupation, habitant à Aix sur Vienne, près d'Oradour-sur-Glane, et de Limoges (Haute-Vienne) il aide le rédacteur en chef du quotidien La Croix, Aimé-François-Ernest Odil (1886-1984), à faire reparaître le journal.
Après le débarquement du 6 juin 1944, il est comme Pierre Limagne et Luc Estang pour l'arrêt immédiat de la parution du journal. En 1951, alors qu'il est membre de la Commission consultative de la presse, il présente un rapport sur le contenu de l'enseignement au Centre de formation des journalistes. Il a été élu président du Syndicat des journalistes français, de 1954 à 1959, après avoir été auparavant le vice-président de Pierre Denoyer.

## Œuvres

### Ouvrages
- Rome ou Moscou : Doctrine sociale chrétienne ou Matérialiste marxiste, Paris, Maison de la Bonne Presse, 1946
- L'Église derrière le rideau de fer, Paris, Maison de la Bonne Presse, 1949

### Articles
- « Trois-Rivières, cœur du Canada français », La Croix,‎ année inconnue[4]